# Club de Regatas Botafogo

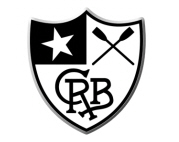
Escudo do Club de Regatas Botafogo

Club de Regatas Botafogo foi uma agremiação esportiva brasileira, fundada na cidade do Rio de Janeiro em 1° de julho de 1894, cujo foco principal era o remo e os desportos aquáticos. Clube tradicional, extinguiu-se em 1942 após a fusão com o Botafogo Football Club, originando o Botafogo de Futebol e Regatas. Sua sede ficava num casarão na Praia de Botafogo, encostado ao Morro do Pasmado.

## História
Em 1891, contando em sua gênese com a participação de membros egressos do Clube Guanabarense, criado em 1874, o Grupo de Regatas Botafogo foi fundado pelo remador Luiz Caldas, conhecido como Almirante. No contexto da Revolta da Armada, dois líderes revolucionários, o almirante Custódio de Melo e o comandante Guilherme Frederico de Lorena, tinham, respectivamente, dois filhos como sócios do grupo, João Carlos de Melo (John) e Frederico Lorena (Fritz). Esta ligação dos jovens com o grupo levantou suspeitas do governo sobre o Botafogo, que foi obrigado a interromper suas atividades. Por conta da perseguição, John e Fritz deixaram a cidade do Rio de Janeiro, e Luiz Caldas foi preso.

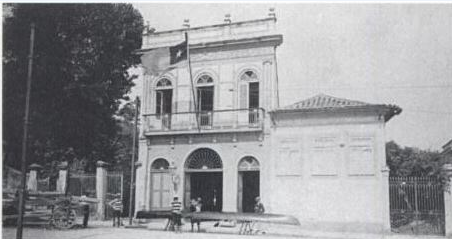
Primeira sede do Club de Regatas Botafogo, com a bandeira hasteada.

Luiz Caldas viria a falecer pouco tempo depois, ao final de junho de 1894. Então, os sócios restantes do Grupo de Regatas Botafogo se reuniram para regulamentar a criação do clube. Com quarenta sócios, em 1 de julho de 1894, era fundado o Club de Regatas Botafogo.
A sede do clube era em um casarão, atualmente demolido, no sul da praia de Botafogo, encostado ao Morro do Pasmado, onde hoje termina a avenida Pasteur. Os fundadores do Club de Regatas Botafogo foram Alberto Lisboa da Cunha, Arnaldo Pereira Braga, Arthur Galvão, Augusto Martins, Carlos de Souza Freire, Eduardo Fonseca, Frederico Lorena, Henrique Jacutinga, João Penaforte, José Maria Dias Braga, Julio Kreisler, Julio Ribas Junior, Luiz Fonseca Quintanilha Jordão, Oscar Lisboa da Cunha e Paulo Ernesto de Azevedo. A embarcação botafoguense Diva, surgida em 1899, tornou-se uma lenda nas águas da Baía de Guanabara ao vencer todas as 22 regatas que disputou, sagrando o clube como campeão carioca de 1899.
O Club de Regatas Botafogo foi a primeira agremiação carioca campeã brasileira de alguma modalidade esportiva, em outubro de 1902, após a vitória do atleta Antônio Mendes de Oliveira Castro, que anos mais tarde viria a se tornar presidente do clube.

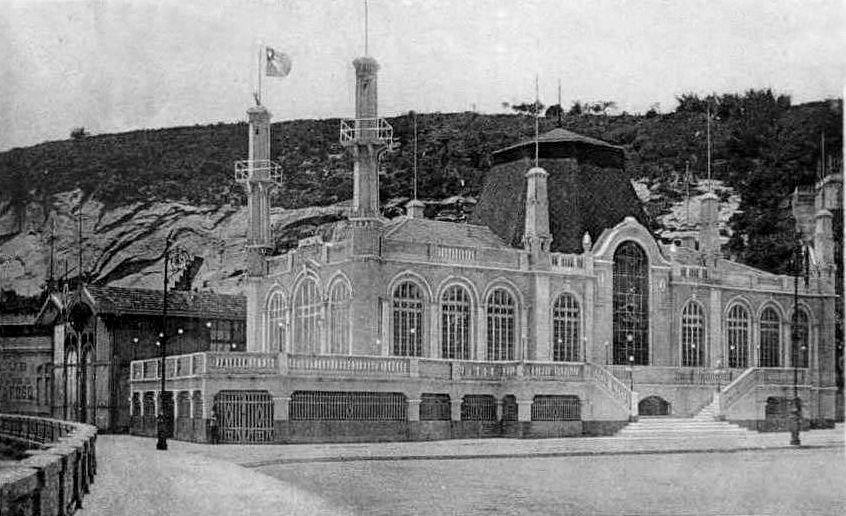
Quando completou 25 anos, em 1919, foi contruída a sede do palacete Mourisco.

Uma curiosidade na história do Club de Regatas do Flamengo é que seus atletas já haviam se arriscado a praticar o futebol. No dia 25 de outubro de 1903, antes da fundação do Botafogo Football Club, os remadores botafoguenses se reuniram com os colegas de esporte do Flamengo para a disputa de um amistoso. O time do Botafogo, formado por W. Schuback, C. Freire e Oscar Cox; A. Shorts, M. Rocha e R. Rocha; G. Masset, F. Frias Júnior, Horácio Costa Santos, N. Hime e H. Chaves Júnior, goleou o Flamengo por 5 a 1 no campo do Paissandu. Alguns dos atletas do Botafogo integravam o time de futebol do recém-fundado Fluminense.

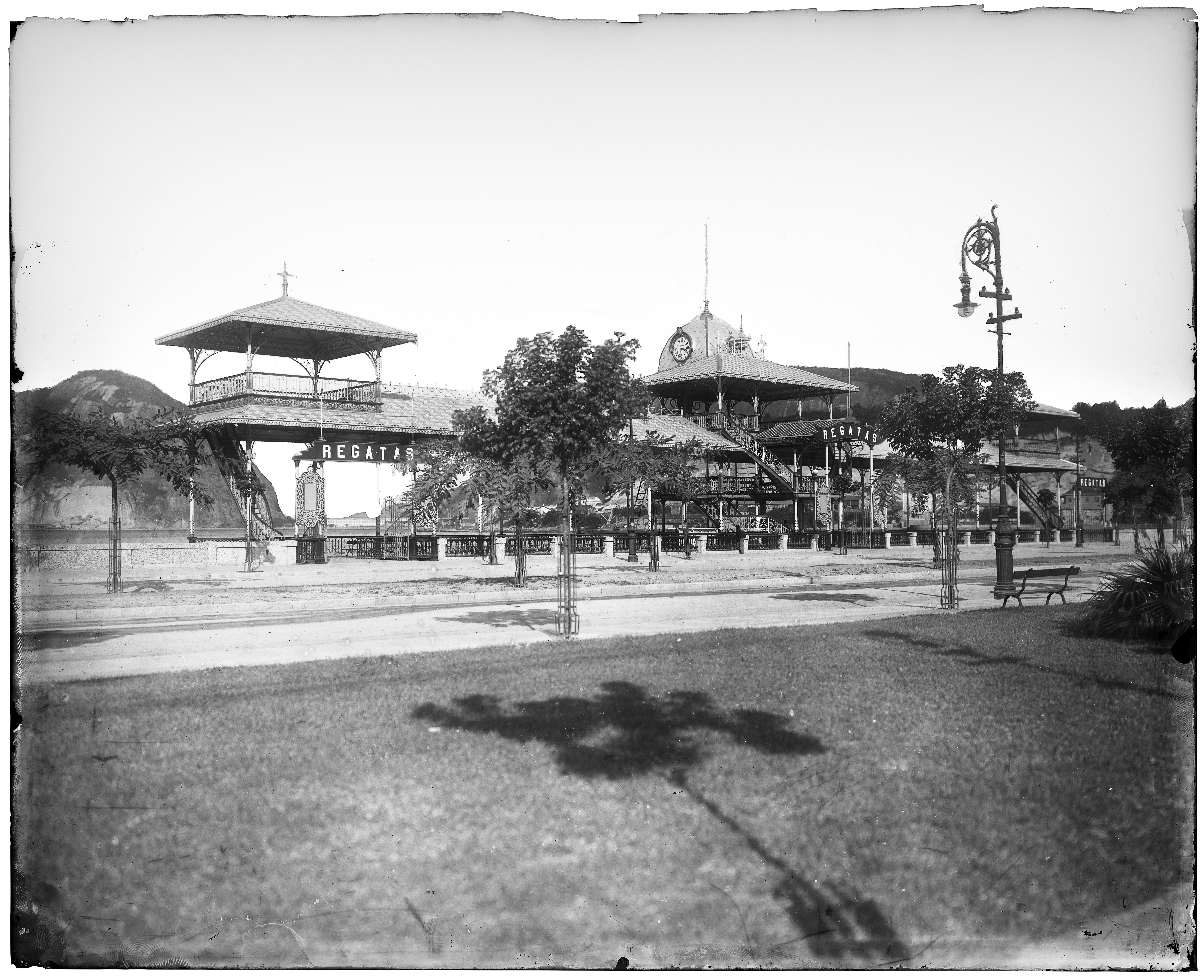
O pavilhão de regatas na enseada de Botafogo, era o local onde os cariocas iam assistir as competições de remo.

Embora o Club de Regatas e o Football Club fossem entidades diferentes, havia alguma identificação entre ambas. Durante uma partida do Campeonato Carioca de Basquete de 1942, quando as duas equipes se enfrentavam, o jogador Armando Albano, do Botafogo FC, passou mal e morreu em quadra. A partir dali, os presidentes das agremiações se reuniram e começaram os preparativos para realizar a fusão que culminaria com o surgimento do Botafogo de Futebol e Regatas. A união entre os dois clubes foi consolidada em 8 de dezembro de 1942, o que selou a extinção formal do Clube de Regatas Botafogo.